# Distretto di Lincha
Il distretto di Lincha è uno dei trentatré distretti della provincia di Yauyos, in Perù. Si trova nella regione di Lima e si estende su una superficie di 221,22 chilometri quadrati.
Istituito il 7 luglio 1959, ha per capitale la città di Lincha.